# Mejor Jugador de la VTB United League
El premio al Mejor Jugador de la VTB United League (en inglés, VTB United League Top Player) es un galardón que otorga la VTB United League desde el año 2013 al mejor jugador de la competición de cada país participante.

## Palmarés
| Temporada | Jugador                  | Equipo          |
| --------- | ------------------------ | --------------- |
| 2012-2013 | Uladzimir Verameenka     | UNICS Kazan'    |
| 2013-2014 | Uladzimir Verameenka (2) | UNICS Kazan'    |
| 2014-2015 | Arcëm Parachoŭski        | Nižnij Novgorod |
| 2015-2016 | Arcëm Parachoŭski (2)    | UNICS Kazan'    |

| Temporada | Jugador            | Equipo      |
| --------- | ------------------ | ----------- |
| 2012-2013 | Petr Benda         | ČEZ Nymburk |
| 2013-2014 | Vojtěch Hruban     | ČEZ Nymburk |
| 2014-2015 | Jiří Welsch        | ČEZ Nymburk |
| 2015-2016 | Vojtěch Hruban (2) | ČEZ Nymburk |

| Temporada | Jugador           | Equipo      |
| --------- | ----------------- | ----------- |
| 2012-2013 | Tanel Sokk        | Kalev/Cramo |
| 2013-2014 | Rain Veideman     | Kalev/Cramo |
| 2014-2015 | Rain Veideman (2) | Kalev/Cramo |
| 2015-2016 | Gregor Arbet      | Kalev/Cramo |

| Temporada | Jugador             | Equipo |
| --------- | ------------------- | ------ |
| 2014-2015 | Petteri Koponen     | Chimki |
| 2015-2016 | Petteri Koponen (2) | Chimki |

| Temporada | Jugador         | Equipo      |
| --------- | --------------- | ----------- |
| 2015-2016 | Irakli Chlaidze | Vita Tblisi |

| Temporada | Jugador             | Equipo |
| --------- | ------------------- | ------ |
| 2012-2013 | Anton Ponomarëv     | Astana |
| 2013-2014 | Anatoly Bose        | Astana |
| 2014-2015 | Anatoly Bose (2)    | Astana |
| 2015-2016 | Anton Ponomarëv (2) | Astana |

| Temporada | Jugador             | Equipo          |
| --------- | ------------------- | --------------- |
| 2012-2013 | Mantas Kalnietis    | Lokomotiv Kuban |
| 2013-2014 | Martynas Gecevičius | Lietuvos rytas  |

| Temporada | Jugador             | Equipo                |
| --------- | ------------------- | --------------------- |
| 2012-2013 | Kristaps Janičenoks | VEF Riga              |
| 2013-2014 | Jānis Blūms         | Astana                |
| 2014-2015 | Jānis Timma         | VEF Riga              |
| 2015-2016 | Jānis Timma (2)     | Zenit San Pietroburgo |

| Temporada | Jugador      | Equipo          |
| --------- | ------------ | --------------- |
| 2012-2013 | Aaron Cel    | Turów Zgorzelec |
| 2013-2014 | Damian Kulig | Turów Zgorzelec |

| Temporada | Jugador           | Equipo          |
| --------- | ----------------- | --------------- |
| 2012-2013 | Viktor Chrjapa    | CSKA Moscú      |
| 2013-2014 | Semen Antonov     | Nižnij Novgorod |
| 2014-2015 | Andrej Voroncevič | CSKA Moscú      |
| 2015-2016 | Aleksej Šved      | Chimki          |

### Ucrania
| Temporada | Jugador         | Equipo             |
| --------- | --------------- | ------------------ |
| 2012-2013 | Oleksij Pečerov | Azovmash Mariupol' |
| 2013-2014 | Kyrylo Natjažko | Azovmash Mariupol' |